# Фрик, Стивен Натаниэль
Сти́вен Натаниэ́ль Фрик (англ. Stephen Nathaniel Frick; род. 1964) — астронавт НАСА. Совершил два космических полёта на шаттлах: STS-110 (2002, «Атлантис») и STS-122 (2008, «Атлантис»), капитан 1-го ранга ВМС США.

## Личные данные и образование

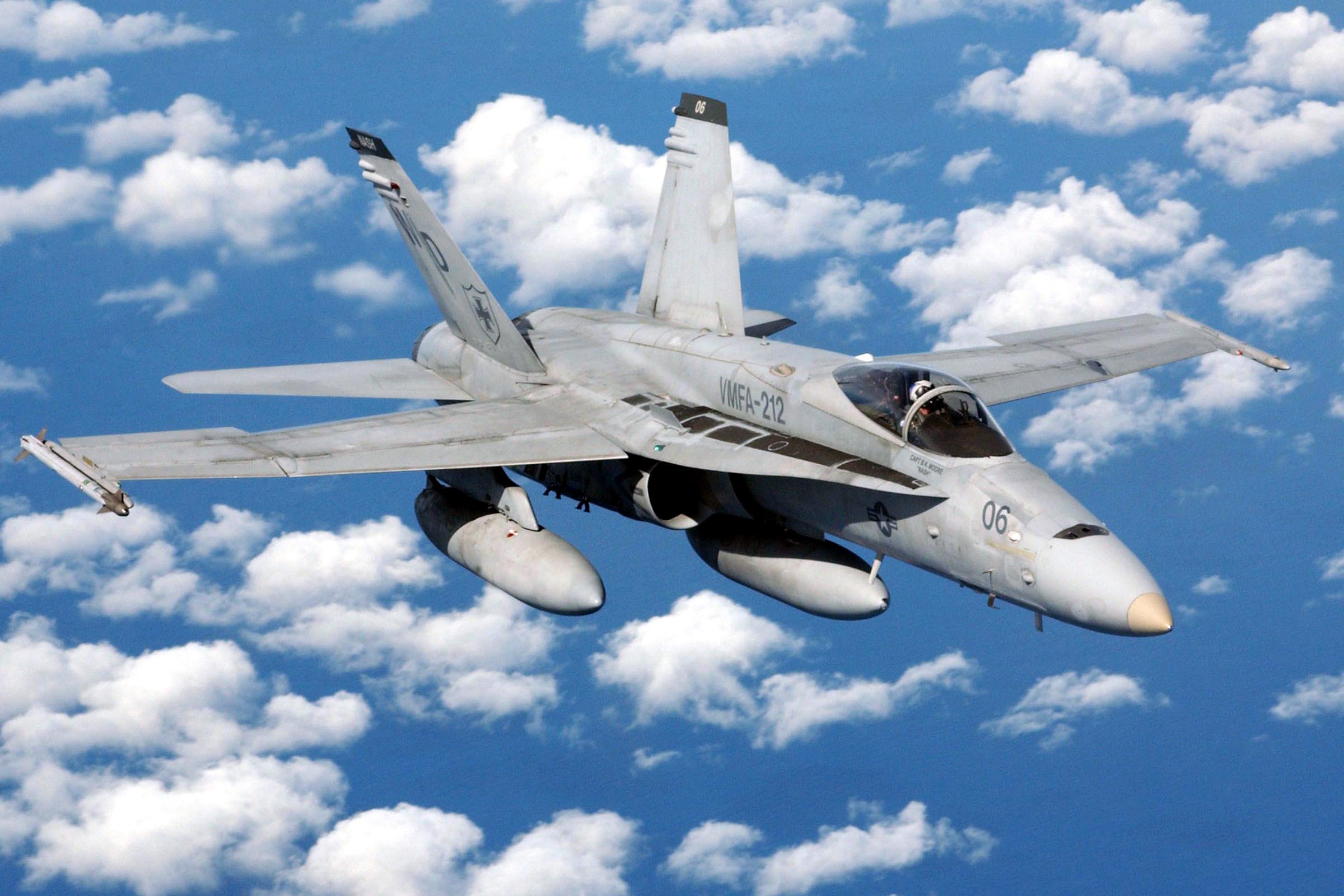
Самолёт F/A-18 Hornet в полёте.

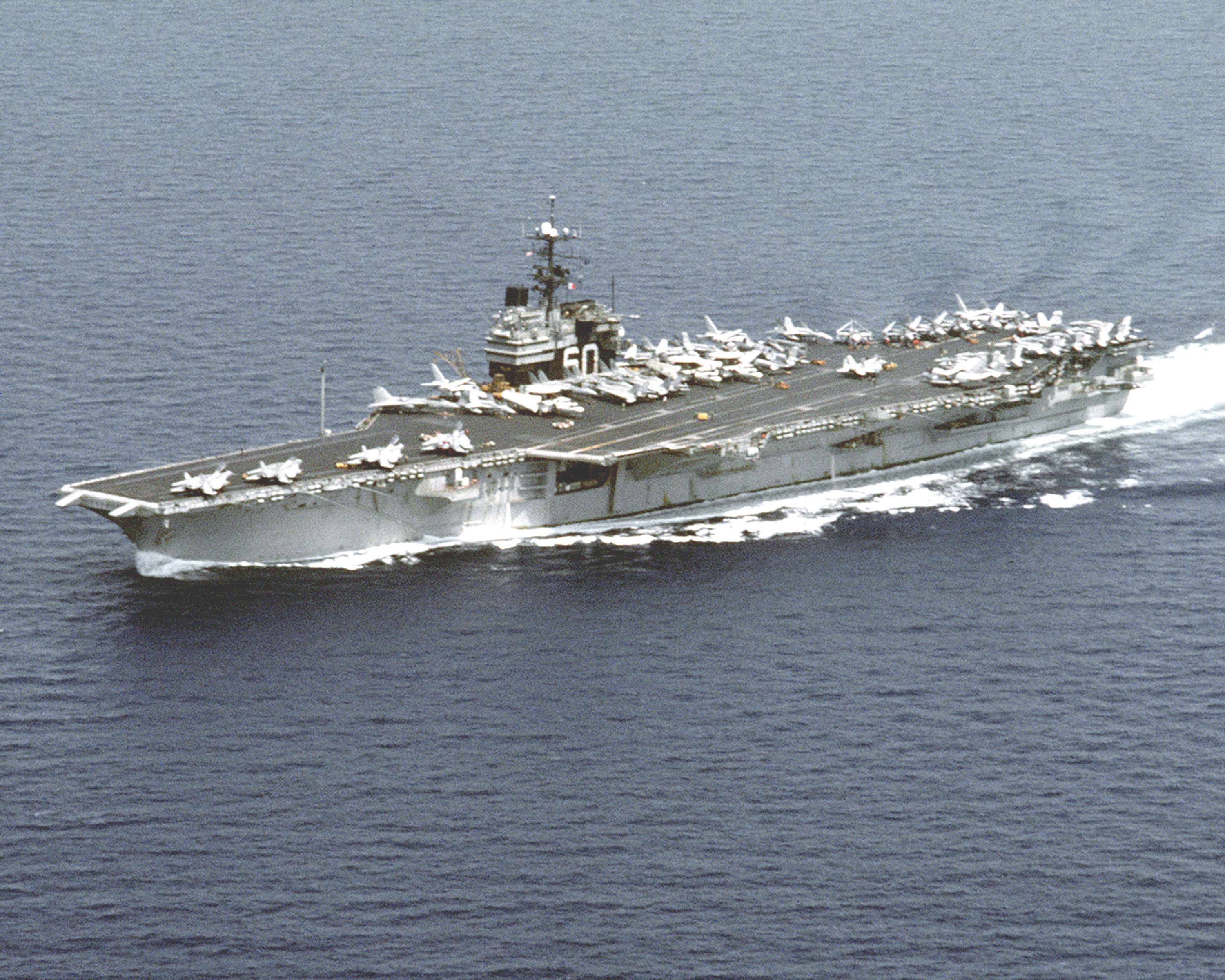
Авианосец «Саратога».

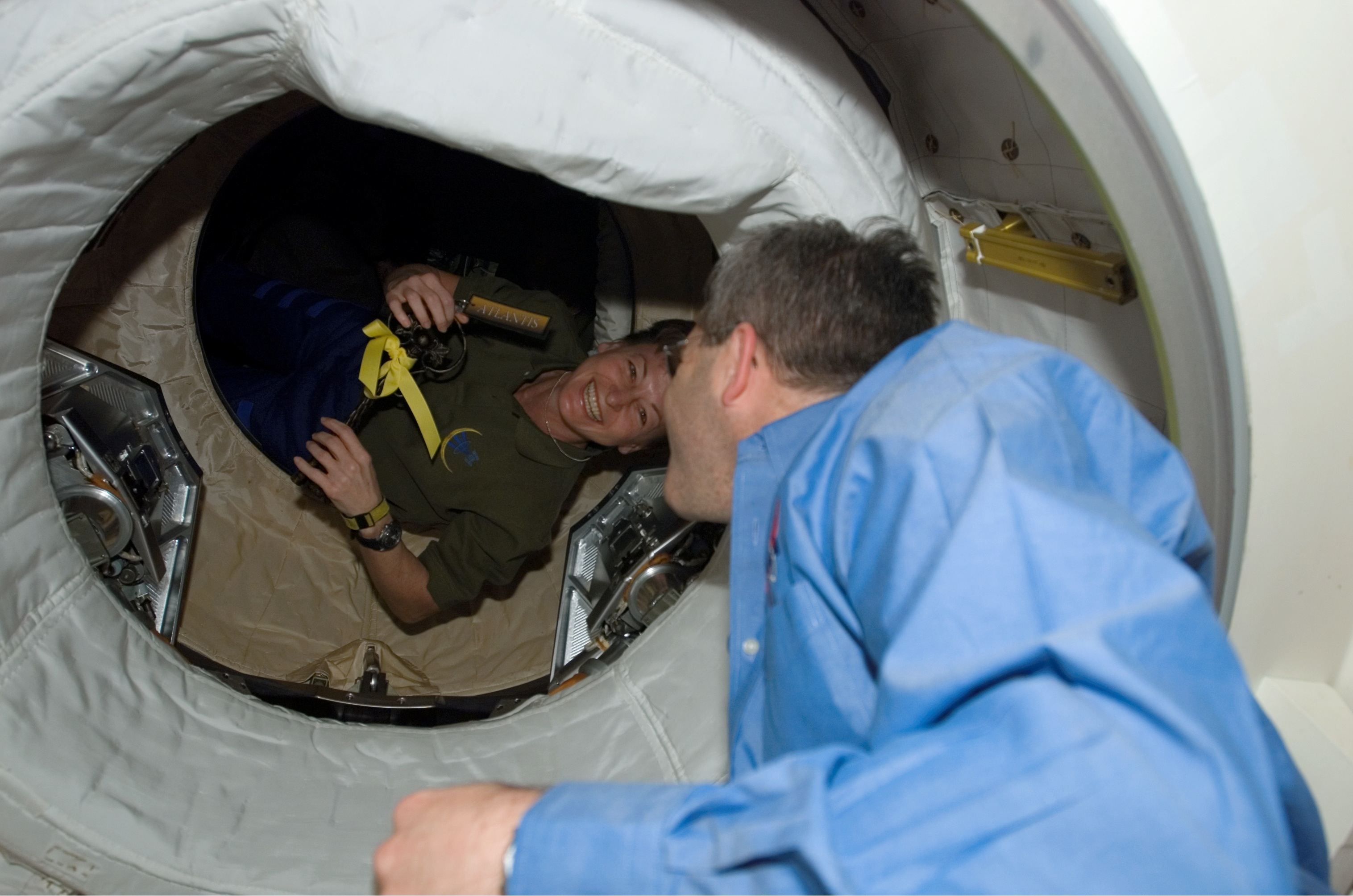
STS-122: Уитсон приветствует Фрика.

Стивен Фрик 30 сентября 1964 года в городе Питтсбург, штат Пенсильвания. В 1980 году окончил среднюю школу в городе Гибсония, в том же штате. В 1986 году получил степень бакалавра в области аэрокосмической техники в Военно-морской академии. В 1994 году получил степень магистра наук в области авиационной техники в Аспирантуре Военно-морской Школы.
Женат. Он любит катание на лыжах, езду на велосипеде, пешие прогулки и походы.

## До НАСА
В мае 1986 года, после окончания Военно-морской академии, Фрик был направлен в войска. В феврале 1988 года, после окончания Школы Военно-морских лётчиков, был направлен на Военно-морскую базу «Сесил-Филд», штат Флорида, стал учиться летать на самолётах F/A-18 Hornet. По окончании обучения, был распределён на авианосец "Саратога, ходил в поход по Средиземному и Красному морям. За 8 месяцев походов участвовал в операциях «Щит пустыни» и «Буря в пустыне», совершил 26 боевых вылетов, находясь в Красном море по целям в Ираке и Кувейте. С декабре 1991 года, Фрик провёл 15 месяцев в Морской школе в Монтерее, штат Калифорния, и ещё 1 год в Военно-морской Школе лётчиков-испытателей, на авиабазе в городе Патаксенте, штат Мэриленд. После окончания обучения, в июне 1994 года, получил назначение в качестве лётчика-испытателя на авиабазу Патаксент-Ривер, в штате Мэриленд. Затем был переведён на авиабазу «Лемур», Калифорния. Здесь, в апреле 1996 года узнал о приглашении в НАСА. Фрик имеет налёт свыше 1 800 часов на 27 различных типах самолётов и более 370 посадок на палубы авианосцев.

## Подготовка к космическим полётам
1 мая 1996 года был зачислен в отряд НАСА в составе шестнадцатого набора, кандидатом в астронавты. Стал проходить обучение по курсу Общекосмической подготовки (ОКП). По окончании курса, в 1998 году получил квалификацию «пилот корабля» и назначение в Офис астронавтов НАСА. Получил назначение в Отдел систем и эксплуатации шаттлов.

## Полёты в космос
- Первый полёт — STS-110[3], шаттл «Атлантис». C 8 по 19 апреля 2002 года в качестве «пилота корабля». В полёте Атлантис STS-110 были впервые установлены три основных двигателя SSME последней модификации Block II. Основной задачей полёта являлась доставка на Международную космическую станцию (МКС) центральной секции S0 Основной фермы, мобильного транспортёра MT (англ. Utility Transfer Assembly — UTA) и грузов[4]. Во время полета экипаж совершил два выхода в открытый космос: 11 апреля 2002 года — произведена фиксация секции фермы S0 и 14 апреля — произведено переключение питания манипулятора SSRMS на сеть S0. Продолжительность полёта составила 10 суток 19 часов 44 минуты[5].

- Второй полёт — STS-122[6], шаттл «Атлантис». C 7 по 20 февраля 2008 года в качестве «командира корабля». Цель — продолжение сборки Международной космической станции, доставка на орбиту европейского исследовательского модуля «Коламбус». Миссия STS-122 сопровождалась целым рядом поломок. Сначала вышли из строя два топливных датчика, в результате чего старт шаттла задержался на два месяца. На старте от корабля отвалились три куска монтажной пены, которые теоретически могли повредить теплоизоляцию. Наконец, после отстыковки от МКС произошел сбой в системе отопления, в результате которого вышли из строя четыре небольших кормовых двигателя. При посадке эти двигатели не должны были использоваться, так что приземление проходило по намеченному графику. Экипаж «Атлантиса» совершил три выхода в открытый космос, установив привезенную на МКС европейскую лабораторию «Коламбус» и заменив бак с азотом на ферме P1. Продолжительность полёта составила 12 дней 18 часов 21 минуту[7].

Общая продолжительность полётов в космос — 23 дня 14 часов 4 минуты.

## После полётов
Работал по программе Созвездие в Центр космических исследований имени Джонсона, в Хьюстоне, штат Техас.

## Награды и премии
Награждён: Медаль «За космический полёт» (2002 и 2008), Крест лётных заслуг (США), Медаль «За похвальную службу» (США), Воздушная медаль (США), Медаль за службу в Юго-Западной Азии (дважды), Медаль «За выдающееся лидерство» и многие другие.